# Ариф Будиман
Ариф Будиман (индон. Arief Budiman; 3 января 1941, Джакарта — 23 апреля 2020, Салатига) — индонезийский учёный, политик и правозащитник, участник антикоммунистической кампании 1965—1966 и свержения Сукарно. Активист студенческого союза КАМИ. В период «нового порядка» выступал против диктатуры Сухарто. С 1997 года — профессор Мельбурнского университета.

## Происхождение
Родился в семье индонезийских китайцев-католиков. При рождении получил имя Со Хок Чжун. Среднее образование получил в католическом колледже. Поступил на психологический факультет Университета Индонезия, окончил в 1968 году. Занимался философско-психологическими исследованиями творчества Хайрила Анвара.
Имя Ариф Будиман принял в 1968 году, при переходе из католицизма в ислам. Смена вероисповедания была связана с женитьбой на мусульманке.

## Активист
Ариф Будиман придерживался демократических взглядов, был противником Компартии Индонезии (КПИ) и диктаторских тенденций правления Сукарно. В 1963 году он подписал Манифест культуры — протест против идеологического диктата прокоммунистической Лекры, в защиту свободы творчества.
30 сентября 1965 года прокоммунистическая группа Унтунга совершила попытку государственного переворота. Путч был подавлен, ответом стала мощная антикоммунистическая кампания, к которой тут же примкнул Ариф Будиман (тогда Со Хок Чжун). Он вступил в студенческий союз КАМИ, активно участвовал в его акциях.
После разгрома КПИ и свержения Сукарно новые военные власти приняли меры к унификации молодёжного антикоммунистического движения. Ариф Будиман выступал против государственного контроля над КАМИ, усматривая в этом подобие свергнутого режима. Однако верх взяла позиция председателя КАМИ Космаса Батубары и его сторонников, вписавшихся в государственные структуры «нового порядка». Ариф Будиман сравнил КАМИ с ковбоем из вестерна, который «покончил с бандитами, восстановил справедливость и ускакал из города».
При «новом порядке» Ариф Будиман оставался оппозиционером, резко критиковал режим Сухарто за диктаторские методы правления и коррупцию. Выступал с заявлениями правозащитного характера. Перед выборами 1971 года был одним из инициатором движения за бойкот голосования. Серьёзного эффекта подобная агитация не дала — явка избирателей составила 94 %. В 1972 году Ариф Будиман был арестован, но вскоре освобождён и покинул Индонезию.

## Учёный
В 1972—1973 годах Ариф Будиман жил и работал в Париже. Затем перебрался в США, занимался преподаванием. Получил в Гарвардском университете докторскую степень по философии и социологии. Вернувшись в Индонезию, до 1996 преподавал в частном христианском университете Салатиги.
С 1997 года Ариф Будиман — профессор Мельбурнского университета. Занимался индонезийскими исследованиями в университетском Институте Азии. Проживал в Австралии.
Ариф Будиман — автор ряда научных работ по социологии, философии искусства, психологии и гендерным проблемам. Продолжает высказываться по политической ситуации в Индонезии. Особое внимание посвящал в 1970—1980 годах ситуации в Чили, в которой усматривал важные аналогии с индонезийскими событиями 1960-х. Не будучи в полной мере сторонником Альенде, он в целом ему симпатизировал и однозначно отдавал предпочтение на фоне Пиночета.
Причислял себя к левому политическому направлению. Считался не столько практическим политиком, сколько мыслителем и моральным авторитетом. В то же время, он регулярно высказывался по социально-политическим вопросам, социально-активистские и правозащитные организаций считали его своим лидером.

## Семья
Отец Арифа Будимана — Со Ли Пит — был известным литератором и журналистом.
Младший брат — Со Хок Ги — общественный активист, демократ и диссидент, антикоммунист, последовательный противник режимов Сукарно и Сухарто, популярный журналист и литератор. Экологист и сторонник «сближения с природой», Со Хок Ги погиб в 1969 году при восхождении на Семеру, за день до своего 27-летия.
Жена Арифа Будимана — Лейла Хайрани — происходит из знатной мусульманской семьи, принадлежащей к народности минангкабау. Её брат Шьярифуддин Бахаршьях был министром сельского хозяйства в последнем правительстве Сухарто. Проживала с мужем в Мельбурне, преподаватель психологии. В браке супруги имели двоих детей.

## Кончина
79-летний Ариф Будеман умер в больнице города Салатига. Эта информация поступила от членов его семьи. Они сообщили также о предстоящих похоронах, но призвали в условиях пандемии воздержаться от массовой церемонии прощания.